# Guillain de Banville
Guillain de Banville fue un barón normando, señor de Banville, cuyo origen es incierto pero aparece en las crónicas como caballero que acompañó a Guillermo en Conquistador durante la conquista normanda de Inglaterra y participó en la batalla de Hastings. Es el primer referente conocido de la casa de Banville. No hay más información precisa que la existencia de un hijo, Gauvin de Banville, que siguió a Roberto II de Normandia en la primera cruzada (1096) y participó en la toma de Jerusalén (1099).